# Hints, Allegations, and Things Left Unsaid
Albums de Collective Soul
Collective Soul
(1995)
Singles
1. Shine
Sortie : 19 mars 1993
2. Breathe
Sortie : 14 janvier 1994
3. Wasting Time
Sortie : 30 avril 1994

Hints, Allegations and Things left Unsaid est le premier album du groupe de rock américain Collective Soul. Il est sorti aux États-Unis le 22 juin 1993 sur le label indépendant Rising Storm avant d'être réédité par la major, Atlantic Records en mars 1994.

## Historique
Enregistré et produit en 1992 dans un studio en sous sol d'un immeuble de Stockbridge par Ed Roland, la démo de cet album fut envoyée à plusieurs compagnies de musique. Le but premier fut de vendre les titres à une maison d'édition plutôt que de former un groupe et de les jouer en public . La démo fut aussi envoyé à des stations radio qui commencèrent à diffuser le premier titre Shine assez régulièrement si bien qu'il devint rapidement le titre le plus demandé par les auditeurs. La popularité de cette démo, amena les stations de radios de Géorgie et en Floride à réclamer des prestations en public. Ed Roland y vit une opportunité et rassembla les musiciens qui l'aidèrent pour l'enregistrement de la démo et son frère Dean pour donner quelques concerts. La démo sorti finalement sous forme d'album en 1993 sur le petit label indépendant Rising Storm Atlantic Records avant d'être racheté par la Major Atlantic Records qui publia l'album sans que ce dernier soit remixé.
Propulsé par le single Shine (disque d'or US ), cet album se classa à la 15e place du Billboard 200 et se vendra à plus de deux millions d'exemplaires aux États-Unis.

## Liste des titres
- Tous les titres sont signés par Ed Roland

1. Shine - 5:05
2. Goodnight, Good Guy - 3:35
3. Wasting Time - 3:27
4. Sister Don't Cry - 3:52
5. Love Lifted Me - 3:48
6. In a Moment - 3:53
7. Heaven's Already Here - 2:13
8. Pretty Donna - 1:58
9. Reach - 4:21
10. Breathe - 3:03
11. Scream - 3:00
12. Burning Bridges - 3:36
13. All - 3:29
14. Beautiful World - 3:38 (uniquement sur les pressages édités par Rising Storm).

## Musiciens
- Ed Roland: chant, guitares
- Dean Roland: guitares
- Ross Childress: guitare solo, chœurs
- Will Turpin: basse, chœurs
- Shane Evans: batterie, percussions

Musiciens additionnels
- Matt Serletic: claviers, trombone sur Sister Don't Cry et Pretty Donna
- Joe Randolph: guitare sur Goodnight, Good Guy, Love Lifted Me et Scream
- Melissa Ortega: violon solo sur Wasting Time
- Ensemble de cordes
  - Jun-Ching Li: premier violon
  - David Breitberg: second violon
  - Paul Murphy: alto
  - Daniel Laufer: violoncelle

## Charts et certifications
| Pays             | Durée du classement | Meilleur classement |
| ---------------- | ------------------- | ------------------- |
| Canada           | 36 semaines         | 5e                  |
| États-Unis       | 40 semaines         | 15e                 |
| Nouvelle-Zélande | 1 semaines          | 46e                 |

| Pays       | Certification | Ventes      | Date       |
| ---------- | ------------- | ----------- | ---------- |
| Canada     | 5 × Platine   | 500 000 +   | 24/08/1999 |
| États-Unis | 2 × Platine   | 2 000 000 + | 12/03/1996 |

### Charts singles
| Année | Single  | Chart                  | Durée du classement | Position |
| ----- | ------- | ---------------------- | ------------------- | -------- |
| 1994  | Shine   | Hot 100                | 29 semaines         | 11e      |
| 1994  | Shine   | Mainstream Rock Tracks | 26 semaines         | 1er      |
| 1994  | Shine   | Alternative Songs      | 18 semaines         | 4e       |
| 1994  | Shine   | UK Singles Chart       | 2 semaines          | 80e      |
| 1994  | Shine   | ARIA Charts            | 15 semaines         | 8e       |
| 1994  | Shine   | Ö3 Austria Top 40      | 5 semaines          | 25e      |
| 1994  | Shine   | RPM Top Singles        | 21 semaines         | 6e       |
| 1994  | Shine   | Top 100                | 1 semaines          | 50e      |
| 1994  | Shine   | RMNZ Singles Top40     | 12 semaines         | 21e      |
| 1994  | Breathe | Mainstream Rock Tracks | 13 semaines         | 12e      |